# Ansonia glandulosa
Ansonia glandulosa é uma espécie de anfíbio da família Bufonidae.

## Distribuição
Essa espécie é endêmica de Sumatra do Sul, Indonésia, sendo encontrada no kabupaten de Musi Rawas.